# Amadou Diawara
Amadou Diawara (* 17. Juli 1997 in Conakry) ist ein guineischer Fußballspieler. Der defensive Mittelfeldspieler stand zuletzt bei CD Eldense unter Vertrag und ist A-Nationalspieler.

## Karriere

### Verein
Diawara spielte in einer Kirchenmannschaft in seiner Geburtsstadt Conakry, als er mit 16 Jahren von einem Scout entdeckt wurde. Anfang 2015 wechselte Diawara nach Europa und spielte ein halbes Jahr für den italienischen Drittligisten San Marino Calcio. Dort kam er auf 15 Einsätze und überzeugte mit guten Leistungen, so dass er vom Erstligisten FC Bologna verpflichtet wurde. Am 22. August 2015 debütierte Diawara bei der 1:2-Niederlage gegen Lazio Rom in der Serie A.
Zur Saison 2016/17 wechselte Diawara zum Ligakonkurrenten SSC Neapel. Vor der Spielzeit 2019/20 wurde er von der AS Rom verpflichtet. Mit dem AS Rom gewann er die Conference League 2021/22.
Ende August 2022 wechselte er zum belgischen Erstdivisionär RSC Anderlecht und unterschrieb dort einen Vertrag mit einer Laufzeit von drei Jahren. In seiner ersten Saison bestritt er 22 von 28 möglichen Ligaspielen für Anderlecht, in denen er ein Tor schoss, sowie zwei Pokalspiele und elf Spiele in der Conference League. In der Saison 2023/24 waren es nur 22 von 40 möglichen Ligaspielen und ein Pokalspiel. Mitte Dezember 2023 wurde er letztmalig eingesetzt.
In der Saison 2024/25 übernahm er die Rolle des erlaubten älteren Spieler in der U 23-Mannschaft des RSC Anderlecht, die in der Division 1B spielt. Hier wurde er in den letzten vier von 20 Ligaspielen eingesetzt, bevor Diawara sich Anfang Februar 2025 mit dem Verein auf eine Vertragsauflösung einigte.
Mitte März 2025 erhielt er beim CD Eldense in der Segunda División, der zweithöchsten spanischen Liga, einen Vertrag bis zum Ende der Saison. Hier bestritt er alle möglichen 12 Ligaspiele, in denen er zwei Tore schoss. 
Seit Ende der Saison 2024/25 ist er ohne Verein.

### Nationalmannschaft
Diawara debütierte im Oktober 2018 in der A-Nationalmannschaft. Beim Afrika-Cup 2019 in Ägypten kam er in jedem Spiel seiner Mannschaft über die volle Spielzeit zum Einsatz und scheiterte mit ihr im Achtelfinale an Algerien. Auch beim infolge der COVID-19-Pandemie erst 2022 ausgetragenen Afrika-Cup 2021 gehörte er zum guineischen Kader und wurde in den ersten beiden Gruppenspielen sowie im verlorenen Achtelfinale eingesetzt. Ebenso wurde er beim Afrika-Cup 2024 eingesetzt und bestritt dort zwei Gruppenspiele sowie Achtel- und Viertelfinale.

## Erfolge
- Conference-League-Sieger: 2021/22